# Kamifurano
Kamifurano (上富良野町?) è una cittadina giapponese della prefettura di Hokkaidō.